# Daniel Oturu
Akinfayoshe Daniel Oturu, né le 20 septembre 1999 dans l'arrondissement de Brooklyn à New York, est un joueur américain de basket-ball évoluant au poste de pivot et mesurant 2,03 m.

## Biographie
Lors de la draft 2020, il est sélectionné en 33e position par les Timberwolves du Minnesota puis envoyé aux Clippers de Los Angeles via les Knicks de New York.
Le 28 novembre 2020, il signe un contrat de deux saisons avec les Clippers de Los Angeles.
En août 2021, Daniel Oturu est envoyé chez les Grizzlies de Memphis avec Patrick Beverley et Rajon Rondo en échange d'Eric Bledsoe. Bien qu'ensuite coupé et après une expérience en G League, il rebondit aux Raptors de Toronto fin décembre 2021 pour un contrat de 10 jours.
Début juillet 2025, il signe avec le Hapoël Tel Aviv, club israélien participant à l'Euroligue.

## Palmarès

### Universitaire
- Third-team All-American – SN (2020)
- Second-team All-Big Ten (2020)
- Big Ten All-Defensive Team (2020)